# Голям дъбов сечко
 Тази статия е за насекомото Голям сечко.  За месеца Голям Сечко вижте януари.
Големият дъбов сечко (Cerambyx cerdo) е вид бръмбар от сем. Сечковци (Cerambycidae) и е едно от най-едрите насекоми, срещащи се в България.

## Физически характеристики
Тялото е тънко и издължено (дължина 24-53 mm). Антените са много дълги, като при мъжките са по-дълги от тялото (понякога два пъти дължината на тялото), а при женските имат дължината на елитрите. Тялото и краката са кафявочерни.

## Разпространение
Разпространен е в Средна и Южна Европа, в Южна Швеция, Северна Африка и Мала Азия.

## Начин на живот и хранене
Големият сечко предпочита изложени на слънце, болни или умиращи стари дъбове (най-вече летен дъб, по-рядко зимен дъб, бук или бряст). Предпочитани са овлажнени стволове на слънчеви места в гори на фаза на старост и разпадане. Остатъчни находища се срещат в стари паркове.

## Размножаване
Женската снася до 100 яйца по кората на дървета. След 10-15 дни от тях се излюпват ларви, които през първата година правят ходове по кората, а през следващите 2 до 3 години се вдълбават в дървесината и извършват дълги ходове, изпълвайки ги с кафяви стърготини. Какавидират в издълбаните ходове, а имагото излиза през август, но не напуска галериите си до май-юни следващата година. Нападнатите дървета не може да се използват като дървесина за индустриални цели, а само като дърва за огрев.